# Idioma washo
El washo (también washoe [ˈwaʃu]) es una lengua indígena americana, que se clasifica usualmente como una lengua aislada, aunque se ha especulado que tiene parentesco remoto con las lenguas hokanas.

## Aspectos históricos, sociales y culturales

### Historia de la lengua
En la actualidad todavía se habla por algunos miembros de la etnia washo que viven en la frontera entre California y Nevada en los drenajes de los ríos Truckee y Carson, cerca del lago Tahoe, la lengua está amenazada porque tiene un peligro inminente de convertirse en una lengua muerta. Las estimaciones del número de hablantes van desde 10 hablantes fluentes hasta 252 personas con algún conocimiento, de acuerdo con el censo estadounidense de 2000. Existe dos programas destinados a estimular su uso y aumentar el número de hablantes. A finales del siglo XX existían 64 individuos de entre 5 y 17 años con conocimientos razonables de la lengua, 4 de ellos tenían un conocimiento limitado del inglés por no ser esta su lengua materna.
Etnográficamente, los hablantes de washo pertenecían al área cultural de la Gran Cuenca, siendo el resto de grupos étnicos de esa área del grupo númico. Por otra parte el idioma washo muestra contactos históricos con la familia utoazteca (númico), maidu y miwok estas últimas conectadas tanto con el área lingüística de la Gran Cuenca y de California.

### Dialectología y variantes
El idioma washo muestra poca variación geográfica. Jacobsen (1986:108) escribió, «cuando existen dos variantes de una característica, generalmente una se encuentra en un área más septentrional y la otra en un área más meridional, aunque las líneas que separan ambas áreas para diferentes características no siempre coinciden», es decir, existe un haz disperson de isoglosas.

## Clasificación
El washo claramente no está emparentado con las lenguas de su área cultural, las tres lenguas vecinas son el paiute septentrional (Númico, Utoazteca), el maidu y el miwok (propiamente dichos), que claramente son de familias diferentes. Tampoco se han encontrado parentescos claros con ninguna otra lengua, aunque algunos autores apuntan a un posible y remoto parentesco con las lenguas hokanas J. P. Harrington ha encontrado algunas coincidencias con las lenguas chumash, que algunos autores conectan con las lenguas hokanas. Más recientemente Terrence Kaufman reconsideró la hipótesis hokana y consideró probable que el washo esté conectado con las lenguas hokanas, aunque consideró dudosa la petenencia del chumash al hokano. Debido a la ausencia evidencias claras otros autores como Mithun (1999) ponen en cuestión la validez del hokano, y consideran que el washo es una lengua aislada.

## Descripción lingüística

### Fonología
El washo tiene una armonía vocálica regresiva o umlaut. Es interesante notar que los mecanismos de esta sinarmonía difieren en las variedades septentrionales y meridionales.
El inventario consonántico del washo viene dada por:
|           |             | Bilabial | Alveolar | Palatal o post-alv. | Velar | Glotal |
| --------- | ----------- | -------- | -------- | ------------------- | ----- | ------ |
| Oclusiva  | glotalizada | pʼ       | tʼ       |                     | kʼ    | ʔ      |
| Oclusiva  | sorda       | p        | t        |                     | k     |        |
| Oclusiva  | sonora      | d        | d        |                     | g     |        |
| Fricativa | Fricativa   |          | s        | š                   |       | h      |
| Nasal     | sonora      | m        | n        |                     | ŋ     |        |
| Nasal     | sorda       | m̥        | n̥        |                     | ŋ̥     |        |
| Sonorante | sonora      | w        | ɾ        | y                   |       |        |
| Sonorante | sorda       | w̥        | ɾ̥        | y̥                   |       |        |

El inventario vocálico viene dado por:
|         | Anterior | Anterior | Central | Central | Posterior | Posterior |
| corta   | larga    | corta    | larga   | corta   | larga     |           |
| ------- | -------- | -------- | ------- | ------- | --------- | --------- |
| Cerrada | i        | iː       | ɨ       | ɨː      | u         | uː        |
| Abierta | e        | eː       | a       | aː      | o         | oː        |

### Gramática
El washo usa la reduplicación como procedimiento morfológico en verbos icónicos para indicar aspecto gramatical reiterativo o plural.
El orden básico es SOV. El washo usa tanto prefijos como sufijos en el nombre y en el verbo. La conjugación verbal incluye un gran número de afijos para el tiempo gramatical.